# Robregordo
Robregordo là một đô thị trong Cộng đồng Madrid, Tây Ban Nha. Đô thị Robregordo có diện tích 18,03 km², dân số theo điều tra năm 2010 của Viện thống kê quốc gia Tây Ban Nha là 62 người. Đô thị Robregordo nằm ở khu vực có độ cao 1299 mét trên mực nước biển.

## Biến động dân số
| 1991 | 1996 | 2001 | 2004 | 2008 |
| ---- | ---- | ---- | ---- | ---- |
| 89   | 88   | 88   | 71   | 62   |